# Corrado di Eberbach
Corrado di Eberbach (in latino Conradus Eberbacensis, in tedesco Konrad von Eberbach), conosciuto anche come Conradus Claraevallensis (Konrad von Clairvaux) (1140 circa – Eberbach, 18 settembre 1221) è stato un monaco cistercense presso l'abbazia di Clairvaux e poi presso l'abbazia di Eberbach, della quale fu nominato abate nel 1221, pochi mesi prima della morte.

## Biografia
Della biografia di Corrado si hanno pochissime notizie: non abbiamo nessuna informazione su una data o un luogo di nascita. Sulla base del nome, si pensa ad un'origine dalla Germania e, effettivamente, Corrado pare molto interessato alle questioni di questa regione. Sappiamo però con certezza che trascorre una parte della sua vita a Clairvaux e una parte a Eberbach. Si riscontrano, tuttavia, alcuni problemi nel determinare la durata del periodo di permanenza di Corrado a Clairvaux; nel parlarne, egli fa riferimento a Goffredo d'Auxerre, segretario di Bernardo di Clairvaux, e a Gerardo, priore di Clairvaux; dal momento che quest'ultimo ricoprì il priorato nell'abbazia una prima volta alla fine degli anni '60, una seconda a partire dal 1177, parrebbe che Corrado si sia trovato a Clairvaux successivamente al 1177, ipotesi suffragata anche dalla sua menzione di Pietro I Monocolo e di Garnier di Rochefort, abati rispettivamente dal 1179 al 1186 e dal 1186 al 1193. Il fatto che Corrado menzioni sia costoro sia gli abati precedenti, fa supporre che sia arrivato a Clairvaux alla fine degli anni '70. Probabilmente lascia l'abbazia all'inizio degli anni '90, forse già prima del 1193. Un segno del suo spostamento viene anche dall'osservazione della sua opera principale, l'Exordium magnum Cisterciense ("Grande esordio Cistercense"), che si presenta divisa in due parti: i primi quattro libri hanno a che fare più direttamente con Clairvaux e con materiale francese, mentre gli ultimi fanno maggiore riferimento ai cistercensi di Germania, e dunque sembrano essere stati composti a Eberbach. Non sappiamo quando Corrado arrivi all'abbazia di Eberbach, che si trova nei pressi di Eltville sul Reno nel Rheingau e che fu una delle prime filiazioni di Clairvaux, né se abbia fatto delle tappe intermedie una volta partito da Clairvaux; l'unica certezza che abbiamo è che diviene il quinto abate di Eberbach nel 1221, probabilmente intorno a maggio, e che muore il 18 settembre dello stesso anno. Corrado è stato il quarto abate di Eberbach proveniente da Clairvaux, fatto che testimonia il profondo legame tra i due monasteri. È probabile che Corrado abbia lasciato Clairvaux per recarsi ad Eberbach secondo la consuetudine vigente presso i monaci cistercensi di trascorrere un periodo a Clairvaux per poi essere inviati in una delle abbazie-figlie. 

## Opere
L'opera di Corrado si può considerare rappresentativa delle attitudini letterarie e del punto di vista dell'intero Ordine cistercense. Con l'Exordium magnum Cisterciense, Corrado si inserisce nel filone delle opere narrative e di exempla in latino ormai ritenute costitutive della memoria delle origini e dell'identità cistercensi. Nel corso del XII secolo nascono moltissimi exempla in ambito cistercense che, nel XIII secolo, confluiscono in una serie di raccolte, come il Liber miraculorum et visionum ("Libro di miracoli e di visioni") di Giovanni di Clairvaux (1170 circa), il Liber miraculorum di Erberto di Clairvaux (1178-1181), il Dialogus miraculorum ("Dialogo di miracoli") di Cesario di Heisterbach (1219-1223), alle quali si può ascrivere anche l'opera di Corrado. 

### Commentarius in quattuor libros Sententiarum
A Corrado viene attribuito un Commentarius in quattuor libros Sententiarum ("Commentario ai quattro libri delle Sentenze). Si tratterebbe di uno dei moltissimi commenti prodotti in età medievale alle Sententiae o Libri Quattuor Sententiarum di Pietro Lombardo; tuttavia l'opera è perduta. 

### Exordium magnum Cisterciense

#### Struttura
L'Exordium magnum Cisterciense è un'opera in sei libri o distinctiones, appartenente al genere esemplare, poiché narra miracoli e visioni di ambito cistercense; non si tratta di una vera e propria cronaca degli eventi legati alla fondazione di Cîteaux e alla nascita dell'ordine cistercense, sia perché il vero centro dell'attenzione è l'abbazia di Clairvaux, e non la casa madre, sia perché l'autore ha ben chiari due scopi per la sua opera: egli intende rispondere alle accuse dei padri benedettini contro i cistercensi e la legittimità del loro ordine, e allo stesso tempo fa fronte al timore che i monaci delle abbazie lontane da Cîteaux e Clairvaux possano perdere di vista le tradizioni e il rigore originari, esortandoli a non abbandonare le antiche norme per la vita comune. L'Exordium magnum è dunque sia un racconto delle gesta delle origini, ma anche una narrazione edificante, che si pone lo scopo di creare un'identità condivisa per l'Ordine, al centro e alla periferia. L'iniziale impianto storico dell'opera si può ricavare dal titolo scelto originariamente dall'autore, Narratio de initio Cisterciensis Ordinis, cioè "Narrazione del principio dell'Ordine Cistercense"; in questi termini l'opera è stata letta dai contemporanei e dalla generazione successiva. L'Exordium magnum ha anche un evidente carattere edificante, che in seguito ha finito per prevalere nella percezione dei lettori, tanto che è nato un secondo titolo, Liber de viris illustribus Cisterciensis ordinis ("Libro degli uomini illustri dell'Ordine cistercense").
L'opera si può suddividere in due blocchi: i primi quattro libri sarebbero stati composti agli inizi degli anni '90 del XII secolo a Clairvaux; gli ultimi due risalirebbero agli anni intorno al 1210 e sarebbero stati composti a Eberbach. Una serie di rimandi ad eventi contemporanei presenti nell'opera sostiene le due datazioni. Tra la composizione dei due blocchi c'è una pausa che corrisponde allo spostamento di Corrado dalla Francia alla Germania, ma anche ad un cambiamento di intenti: nella prima parte, prevale la difesa dell'Ordine cistercense contro i detrattori, in particolare i Benedettini; nella seconda, l'autore, che si trova ora in un'abbazia più periferica, cerca di colmare il divario fra lo storico ideale cistercense e una realtà in cui la devozione e l'attenzione alle regole dei monaci sembrano rilassarsi. I libri dal primo al quarto hanno una natura più propriamente cronologica, dal momento che cominciano con una breve rielaborazione della storia dell'ordine. Il libro quinto contiene un'ampia serie di storie concepite come avvertimenti contro i comportamenti poco conformi alla disciplina monastica; il sesto si concentra sugli aspetti sacramentali della vita monastica, come l'eucaristia, la confessione e la comunione dei santi. 

#### Fonti
L'Exordium magnum si presenta come una compilazione a partire da materiale precedente; la tradizione cistercense di scrittura di exempla sembrerebbe essere stata favorita da Gerardo, priore di Clairvaux e abate di Eberbach. Corrado attinge a questa tradizione, traendo le sue narrazioni dal Liber miraculorum di Erberto di Clairvaux, dal libro di visioni e miracoli di Giovanni, priore di Clairvaux; inoltre, da un altro Liber miraculorum, risalente a dopo il 1192, è attribuito a Goswin, monaco di Clairvaux. 
Nella prima parte dell'opera, Corrado ripercorre la storia dell'ordine fin dalla fondazione di Cîteaux e, nel farlo ricorre all'Exordium parvum ("Piccolo esordio"), attribuito a Stefano Harding, terzo abate di Cîteaux; questo documento è il racconto dei primi tempi dell'ordine nel quale le parole dei fondatori sono citate per dimostrare la giustezza della fondazione della casa madre. Corrado ne recupera la materia, ma ne riorganizza la struttura e soprattutto aggiunge un duro attacco contro il fondatore dell'ordine, Roberto di Molesme, rimproverandolo per essere tornato a Molesme dopo la fondazione di Cîteaux: in questo modo, all'interno di una più ampia giustificazione della legittimità dell'ordine cistercense, Corrado dipinge come i veri disobbedienti coloro che fanno ritorno a Molesme, e non chi da essa parte per andare a Citeaux. Dopo la canonizzazione di Roberto nel 1222, pare che alcuni manoscritti dell'Exordium magnum abbiano omesso questa parte. Nella narrazione di Corrado, il vero fondatore dell'ordine sembra essere così Stefano Harding. Corrado attinge all'Exordium parvum selezionandone il materiale e sviluppandone in modo differente alcuni temi, ampliandone la narrazione con il ricorso ad altre fonti e con l'inserimento di riflessioni personali; una differenza è, per esempio, il fatto che nell'Exordium magnum viene particolarmente enfatizzata la figura di Bernardo di Clairvaux. 
Corrado inserisce nell'opera anche moltissime citazioni bibliche, in particolare dai libri dei Salmi, del Siracide, del profeta Isaia, dai Vangeli e da alcune lettere di Paolo; recupera anche alcuni testi patristici di Agostino, Girolamo e Gregorio Magno. Ci sono alcuni riferimenti alle Vitae Patrum, alla Regola del Maestro e alla Regola di san Benedetto. Attinge anche a opere di autori benedettini - quali Odone di Glanfeuil, Pietro il Venerabile, la "Vita di Ugo di Cluny" di Rainaldo di Vézelay e la "Vita di Odone di Cluny" – e di canonici regolari, come Ugo e Riccardo da San Vittore e Anselmo di Havelberg. Non in grande numero, ma ci sono alcune citazioni da classici quali Orazio, Ovidio, Virgilio e Persio, probabilmente tratte da florilegi. Una parte importante delle fonti di Corrado è data dai testi originari dell'ordine cistercense: si tratta, oltre all'Exordium Parvum, dell'Exordium Cistercii ("Esordio di Cîteaux") e delle Cartae caritatis ("Carte di carità"). Inoltre, per le sezioni relative alla figura di Bernardo di Clairvaux, viene recuperata la Vita prima sancti Bernardi ("Prima vita di san Bernardo"). Per alcuni exempla, si attinge a tradizioni orali, tra cui una proveniente dai monasteri dell'ordine fondati nelle regioni nordiche, in particolare in Svezia. 
Il contesto all'interno del quale Corrado si muove è quello delle collezioni di exempla di ambito cistercense; fra queste un ruolo importante come fonte è ricoperto dal Liber miraculorum di Erberto, di cui Corrado recupera i racconti e li correda con alcune sue osservazioni introduttive ed edificanti. Se dapprima il materiale di Erberto è semplicemente traslato in un nuovo contesto; in un secondo momento va incontro ad una maggiore elaborazione, così che da esso si possa trarre il maggior insegnamento morale possibile. Corrado dimostra di essere ben consapevole del lavoro di rielaborazione che sta compiendo: riorganizza il materiale caotico della fonte secondo un ordine logico e in una struttura storica, e inoltre si mostra sempre pronto a riconoscere il grande debito nei confronti di essa. Inoltre, spesso accade che Corrado esponga informazioni che paiono recuperate direttamente da una fonte orale, mentre in realtà sta citando il testo di Erberto. 
L'abbondanza delle fonti utilizzate contribuisce a configurare l'opera come una compilazione, piuttosto che un lavoro originale. Il manoscritto più antico dell'opera, il codex Eberbacensis, mostra come l'autore interviene sul suo testo, ridefinendone l'impianto nel corso della stesura, al fine di conseguire al meglio il suo scopo. 

#### Contenuto
L'opera si apre con un prologo in versi introduttivo, che permette di comprendere l'impostazione storica del testo e ciò che l'autore vuole che il pubblico tragga dalla lettura. Inoltre, Corrado anticipa il contenuto delle pagine successive. 
Ogni materiale incluso nell'Exordium magnum ha lo scopo di dimostrare che i Cistercensi hanno una missione data da Dio da compiere sulla terra e una tradizione eroica, che parte da Stefano Harding, ma che ha come centro Bernardo di Clairvaux. Dopo aver presentato una serie di aneddoti che ripercorrono la storia dell'ordine e che cominciano ad introdurre i temi che saranno sviluppati successivamente, Corrado passa al confronto con Cluny; egli inserisce un lamento sul declino dei cluniacensi, sorte che diventa il paradigma di un pericolo che potrebbe materializzarsi anche per i cistercensi, e che appunto Corrado vorrebbe scongiurare. Dal racconto degli anni di Stefano Harding, la narrazione compie un balzo temporale fino al 1160. Corrado si sofferma poco sulla vita di Cîteaux, manifestando una evidente preferenza per Clairvaux, fatto che giustifica con una sua più adeguata preparazione a narrare di quest'ultima. 
Il secondo libro si apre con un racconto appassionato della figura di Bernardo di Clairvaux; l'autore attinge alle fonti biografiche sul santo, in particolare alla Vita prima, ma ne seleziona gli episodi che permettono di tratteggiarlo come una sorta di mediatore fra il singolo monaco e il cielo stesso. Gli exempla relativi a Bernardo dimostrano che egli è la più importante autorità spirituale dell'ordine, colui che ne garantisce i principi e che assicura la salvezza ad ogni monaco di Clairvaux; egli rappresenta il paradigma del monaco perfetto. Di seguito, la narrazione si occupa dei successori di Bernardo, le cui gesta sono ricostruite con exempla dimostrativi della grandezza di Clairvaux. Al termine del libro, Corrado dichiara di aver esposto esclusivamente exempla relativi a Cîteaux e a Clairvaux, poiché ritiene che le due abbazie rappresentino gli apici della spiritualità cistercense. 
Il terzo libro si occupa di altri importanti personaggi, tutti caratterizzati dall'essere passati da Clairvaux, di nuovo presentata nel ruolo di centro spirituale. Corrado sceglie di raccontare anche episodi negativi, tuttavia enfatizza l'intervento di Dio e degli angeli piuttosto che quello di satana e dei diavoli. Ancora una volta, la fonte per la narrazione è l'opera di Erberto, dalla quale Corrado seleziona materiali che organizza con lo scopo di mettere in luce quanto anche queste altre personalità di cui si occupa contribuiscano a dare prestigio all'ordine. 
Il quarto libro racconta in generale dei monaci di Clairvaux, ponendo l'accento più che sulla loro identificazione, sulla lezione morale che emerge dalle loro vicende. Si comincia a prospettare un passaggio da una materia più propriamente storico-agiografica ad una narrazione più propriamente esemplare. In questa sezione hanno largo spazio le visioni, che riguardano soprattutto i diavoli, ma anche Cristo, Maria Maddalena, san Bernardo. In questo libro il materiale è più vario, si alternano ammonizioni a exempla, e anche la localizzazione degli episodi comincia ad allontanarsi da Clairvaux. 
Nel quinto libro, Corrado ammonisce i monaci con il ricorso ad una serie di esempi di cattivo comportamento, e finalmente abbandona l'ambiente di Clairvaux per considerare anche le prime filiazioni cistercensi, abbazie non cistercensi e persino circoli laici. La narrazione svolta verso la presentazione di aneddoti moraleggianti, incentrati soprattutto sulla coscienza e il comportamento del singolo monaco. Per esempio, l'autore inserisce una serie di exempla sull'importanza di seguire la liturgia, senza lasciarsi vincere dalla fatica e dalla noia; in questo modo, emerge nuovamente uno dei temi più importanti dell'opera, il pericolo del declino dell'ordine cistercense. Al termine del libro, Corrado introduce una nuova digressione per giustificare il suo metodo: dice di aver fornito una serie di aneddoti sui pericoli costituiti dai vizi perché è consapevole di quanto possa essere più efficace sui monaci una narrazione attraverso esempi, in linea con uno degli elementi centrali della spiritualità cistercense, cioè il fatto che sui monaci abbiano una maggiore pregnanza i fatti, rispetto alle dissertazioni teologiche. 
Nel sesto libro si presentano ancora gruppi tematici di exempla, per esempio sulla fede nell'Eucaristia, sulla morte, sulla confessione. Solo in parte si ritorna all'ambientazione nell'abbazia di Clairvaux. Il libro e l'opera si chiudono con una conclusione, chiamata ricapitulatio finalis. Corrado chiede preghiere ai lettori, ribadisce la natura composita dell'opera, costituita di narrazioni del passato e di racconti esemplari, ne ribadisce lo statuto di compilazione. Nuovamente, l'autore espone l'obiettivo didattico e moraleggiante dell'opera e riprende la storia della fondazione, e, ancora una volta, emerge la centralità di Clairvaux, popolata da moltissimi monaci attirati dal prestigio di Bernardo. Il discorso dell'autore sottolinea come, anche dopo la morte di Bernardo, l'ordine si sia mantenuto nel solco dei suoi insegnamenti: per Corrado non c'è soluzione di continuità tra l'originario spirito di Cîteaux e il suo perpetuarsi nella tradizione di Clairvaux. Il suo timore è che questi insegnamenti vengano meno, ed è perciò che si comprende lo scopo della sua opera. In conclusione, l'autore torna a sottolineare l'importanza dell'ordine cistercense per far fronte al presente, nel quale gli pare che la devozione stia sempre più diminuendo. 
Al termine dell'opera ci si rende conto di come essa abbia una chiara struttura, che si sviluppa secondo un orientamento ben preciso. Nonostante i due blocchi dell'opera siano completati nello spazio temporale di vent'anni, le divisioni interne conducono gradualmente dall'uno all'altro: si parte da un'interpretazione del passato per arrivare ad un tentativo di illuminare il presente; gli aneddoti relativi a Cîteaux e a Clairvaux aprono la strada a quelli ambientati nelle altre abbazie europee. Ogni libro è connesso al successivo, in un percorso che sviluppa gli obiettivi iniziali dell'opera, senza perdere di vista la centralità di Clairvaux. La coesione dell'Exordium magnum è garantita dalla chiara percezione dello scopo dello scrivere da parte dell'autore, il riferimento ad un pubblico preciso – quello che ruotava intorno all'Ordine cistercense, non solo i monaci, ma anche i laici -, la consapevolezza autoriale nella fusione di materia narrativa, storica ed esemplare. L'autore stesso si preoccupa di fare riferimento ai suoi obiettivi in più punti dell'opera: il prologo introduttivo, i sommari in conclusione del secondo e del quarto libro, la ricapitolazione finale.
I temi principali, dunque, riguardano il pericolo del declino dell'ordine, inteso come il raffreddamento della devozione personale dei monaci e il venir meno della disciplina nelle comunità; la centralità dell'esperienza di Clairvaux e di Bernardo; la dimostrazione della continuità degli insegnamenti di quest'ultimo anche dopo la sua morte; l'esposizione dei punti principali della spiritualità cistercense; l'esposizione delle connessioni fra il declino religioso e l'avvicinarsi della fine del mondo. 

#### Stile
L'Exordium magnum non è un testo facile: è scritto in un latino di non immediata comprensione, intriso di affermazioni pompose e condanne polemiche; il linguaggio è impreziosito al fine di impressionare i lettori. 

#### Tradizione
Dell'Exordium magnum Cisterciense sono conservati alcuni manoscritti: per un elenco completo di essi si rimanda all'edizione di Griesser del 1961 segnalata nell'elenco delle edizioni.
Solo in due manoscritti sono presenti annotazioni che riportano il nome di Corrado; il primo è un codice dell'abbazia di Foigny, dove una mano dell'inizio del XIV secolo ha aggiunto tale sottoscrizione: Istum librum composuit quidam abbas Conradus nomine Everbacensis cenobii qui fuit monachus Clarevallis ("Un certo abate Corrado, nominato dal monastero di Eberbach, che fu monaco a Clairvaux, compose questo libro"). Il secondo è un manoscritto di Parigi, in cui una nota del tardo XIV secolo aggiunta al titolo definisce l'opera come "il libro degli illustri santi uomini dell'Ordine Cistercense del monaco, Dominus Conradus"; inoltre, nel verso dello stesso foglio, la stessa mano annota che il libro viene attribuito a Corrado, monaco di Clairvaux. 
Da un punto di vista più strettamente cistercense, l'Exordium magnum ha influito molto sulle pratiche, i rituali, i testi e gli oggetti liturgici dell'Ordine, al punto da essere ritenuto, insieme ad altri documenti cistercensi delle origini, uno strumento efficace al servizio dell'ondata di riforma dell'Ordine dalla seconda metà del XII secolo. L'opera fu molto diffusa all'interno della spiritualità cristiana non solo dell'Ordine cistercense, ma venne anche ripresa dal movimento della Devotio moderna olandese del XV secolo. 

#### Edizioni
L'Exordium magnum Cisterciense è stato più volte pubblicato nel corso del tempo. Di seguito, un elenco delle edizioni del testo latino: 
- I. de Ybero, Exordia sacri ordinis Cisterciensis, Pamplona 1621, pp. 16-266
- B. Tissier, Exordium Magnum Cisterciense oder Bericht vom Anfang des Zisterzienserordens. 1: Complectens Exordium Coenobii Cisterciensis, cum Charta charitatis, Exordium magnum eiusdem Ordinis, Et libros miraculorum S. Bernardi, miraculo olim approbatos, Bonofonte 1660, pp. 13-246
- J. P. Migne, Patrologiae cursus completus. Series Latina, vol. 185, Parigi 1841-1864, col. 995-1198, pp. 415-454 [come libro VII della Vita s. Bernardi, dall'ed. Tissier]
- E. van der Meulen, Exordia sacri ordinis Cisterciensis, Rixhem 1871, 2pp. 8-518 [dall'ed. de Ybero]
- T. Hümpfner, Der bisher in den gedruckten Ausgaben vermisste Teil des Exordium Magnum S. O. Cist., Cistercienser Chronik 20 (1908) pp. 97-106 [sette capitoli precedentemente inediti]
- M. C. Gertz, Scriptores minores historiae Danicae Medii Aevi, 2, Copenaghen 1922, pp. 428-442 [estratto su Eskil e suo zio]
- J. Turk, Cistercii statuta antiquissima, Analecta Sacri Ordinis Cisterciensis 4 (1948), pp. 1-159 [i capitoli 84-94, 105 sono gli stessi di Hümpfner]
- B. Griesser, Exordium magnum Cisterciense sive Narratio de initio Cisterciensis ordinis. Auctore Conrado, monacho Claraevallensi postea Eberbacensi ibidemque abbate (Series scriptorum S. Ordinis Cisterciensis, 2), Roma 1961
- B. Griesser, 'Exordium magnum Cisterciense' sive Narratio de initio Cisterciensis ordinis. Auctore Conrado, monacho Claraevallensi postea Eberbacensi ibidemque abbate (Corpus Christianorum, Continuatio mediaevalis, 138), Turnhout 1997 [ristampa dell'edizione del 1961]

La prima edizione a stampa dell'opera, ed. de Ybero, Pamplona 1621, attribuiva il testo ad un monaco anonimo di Clairvaux e inseriva nel testo alcune interpolazioni dell'Exordium parvum. È stata tuttavia utilizzata come modello per le edizioni successive e come fonte di informazioni su san Bernardo. Nel 1871 l'ed. de Ybero è stata ristampata a cura di Ephrem van der Meulen a Rixheim, in un'edizione che si può ritenere fedele nonostante alcune irregolarità e deviazioni dal modello. È stata ritenuta superiore a entrambe queste edizioni quella uscita nel 1660 a cura di Tissier e basata sul manoscritto incompleto proveniente dall'abbazia di Foigny, contenente il riferimento a Corrado abate di Eberbach come autore e altri materiali non presenti nell'edizione di Pamplona. Tra il 1841 e il 1864 l'ed. Tissier è stata ripubblicata nei volumi della Patrologia Latina, con alcune discrepanze fra i due testi, ma, nonostante ciò, il testo dell'Exordium magnum resta incompleto. L'edizione di Hümpfner del 1908 completa la lacuna del I libro, con la pubblicazione di sette capitoli inediti. L'opera viene pubblicata integralmente solo con il lavoro di Griesser, la cui edizione del 1961 si può considerare l'edizione critica maggiormente valida dell'opera. Tra i manoscritti dell'opera, Griesser riteneva che il più interessante fosse il cosiddetto codex Eberbacensis, proveniente dall'abbazia di Eberbach: questo manoscritto, da alcuni ritenuto l'autografo dell'autore, era considerato dallo studioso molto vicino all'originale. Nel 1997 la casa editrice Brepols di Turnhout ha proposto una ristampa dell'edizione di Griesser del 1961. Nel 2001, Ferruccio Gastaldelli ha evidenziato come quest'ultima edizione non apporti alcuna innovazione alla precedente, ma anzi abbia alcuni difetti particolari; tra questi il principale è aver ripubblicato l'Introduzione dell'edizione precedente nella quale si denunciava la scomparsa del codex Eberbacensis senza ulteriori controlli. Gastaldelli, invece, lo ha rintracciato presso la Hessiche Landesbibliothek di Wiesbaden, che lo aveva acquistato da un antiquario nel 1965. Dopo aver condotto uno studio del codice a partire da una riproduzione in microfilm, lo studioso si è pronunciato sulla necessità di rifare un'edizione dell'Exordium magnum, confrontando quella del 1961 con il testo del codex Eberbacensis, confermato a capo della tradizione manoscritta dell'opera. 

#### Traduzioni
Dell'Exordium magnum Cisterciense sono state ricavate anche alcune traduzioni in lingue moderne: 
Danese
McGuire, "Den lykkelige død af to pilgrimme til herrens grav, ærkebiskop Eskils farbrødre,” in MIV. Museerne i Viborg Amt 11, 1981, pp. 82-84. [traduzione del cap. 28 della terza distinctio, De felici consummatione duorum peregrinorum sepulcri Domini, avunculorum domni Eskilli archiebiscopi (“La felice fine di due pellegrini al Sepolcro del Signore, zii dell'Arcivescovo Eskil”)]
Francese
Piébourg, Conrad d'Eberbach Le Grand Exorde de Cîteaux, ou Récit des débuts de l'Ordre cistercien, cur. J. Berlioz, pref. B. P. McGuire, Turnhout-Cîteaux, Brepols-Cîteaux. Commentarii Cistercienses 1998 pp. XXXV-556 tavv. 17 (Cîteaux. Commentarii cistercienses. Studia et documenta 7)
Inglese
B. Ward – P. Savage, The Great Beginning of Cîteaux: A Narrative of the Beginning of the Cistercian Order: The «Exordium magnum» of Conrad of Eberbach cur. E. R. Elder, pref. B. P. McGuire, Trappist, KY-Collegeville, MN, Cistercian Publications-Liturgical Press 2012 pp. XXX-614 (Cistercian Fathers Series 72) 
Italiano
G. Viti, I primi documenti per la storia dell'Ordine Cistercense (1098-1152) Pavia, Monaci cistercensi della Certosa 1988 pp. 84 (Fonti cistercensi [Pavia] 1)
Spagnolo
Z. Prieto Hernández, Conrado de Eberbach Gran Exordio de Cister. Narración de las orígenes de la Orden Cisterciense. Edición commemorativa del IX Centenario de Cister 1098-1998 Cóbreces, Abadía de Viaceli-Cistercium 1998 pp. 458 tavv. 20
Tedesco
- H. Vrensen, Exordium magnum Cisterciense sive narratio de initio cisterciensis ordinis, samengesteld door Conradus monnik van Clairvaux, later monnik en abt van Eberbach, Berkel-Enschot, Cisterciënzer Abdij O.L. Vrouw van Koningsoord 1992, pp. VII-342
- H. Piesik con M. H. Brem – A. M. Altermatt – B. Robeck, Conradus von Eberbach «Exordium magnum Cisterciense» oder Bericht vom Anfang des Zisterzienserordens, 1 Bücher I-III, 2 Bücher IV-VI Langwaden, Bernardus-Verlag 2000, 2002 voll. 2 pp. XXX-511, XV-438 (Quellen und Studien zur Zisterzienserliteratur. Veröffentlichungen der Zisterzienserakademie Meheeran-Langwaden-Berlin 3 e 5)
- M. Malm, in: Deutsches Literatur-Lexikon. Das Mittelalter. 3: Reiseberichte und Geschichtsdichtung, hg. von W. Achnitz, Berlin - Boston 2012, 188 2 Hss.